# Stade bagnérais
Maillots
Actualités
Le Stade bagnérais est un club de rugby à XV français, basé à Bagnères-de-Bigorre, petite ville des Hautes-Pyrénées de 7 400 habitants.
Le club est deux fois vice-champion de France en 1979 et 1981.
Il a joué 21 ans dans l’élite du rugby français, en 1955 puis entre 1970 et 1989.
Il évolue en Fédérale 1 pour la saison 2022-2023.

## Histoire

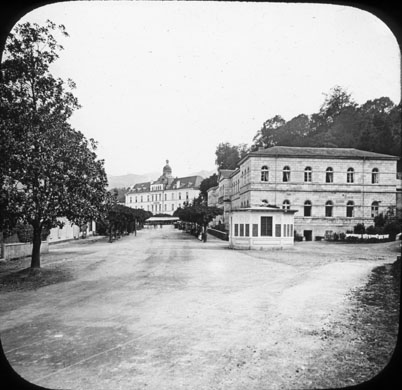
Bagnères-de-Bigorre au siècle dernier.

### Première expérience en première division 1955
En 1950, Bagnères, atteint les barrages d'accès à la première division.
Devancé par l'Aviron bayonnais et Montélimar, il reste en deuxième division.
Bagnères monte pour la première fois en élite en 1955 mais est relégué en seconde division malgré une saison honorable marquée par 5 victoires (dont 1 sur Vienne, le leader de la poule) pour 9 défaites.

#### Vainqueur du challenge de l’Essor 1962
Descendu en deuxième division, Bagnères remporte toutefois le challenge de l’Essor, large vainqueur d'Oloron 14-0
en finale.
Il faudra au total 14 saisons aux Pyrénéens pour retrouver l’élite.
En 1964, Bagnères parvient en demi-finale du championnat de France mais n'est pas promu en première division.
En effet, les dernières places pour le championnat 1965 sont attribués à la discrétion du comité de direction de la FFR entre les demi-finaliste du championnat de France de deuxième division et les derniers de leur poule de première division et Bagnères n'est alors pas choisi.

#### Retour en première division 1970
Demi-finaliste du championnat de France de deuxième division 1969 contre le Paris UC, Bagnères remonte en première division.
Pour son retour en première division en 1970, Bagnères enregistre l'arrivée de l'ancien ouvreur international Jean Gachassin.
Le club termine 7e d’une poule difficile avec notamment Montferrand, futur finaliste et Grenoble, futur demi-finaliste.

### Ascension vers les sommets (1971-1977)
L’année suivante, Bagnères termine premier de sa poule et élimine son voisin lourdais en seizième de finale du Championnat avant de battre Pau en huitième.
Bagnères sera ensuite sorti par le futur champion, Béziers en quart (32-9).
Des joueurs comme Jean-Michel Aguirre se révèlent au grand public à cette occasion.
Révélation de la saison, Bagnères est candidat pour participer au prestigieux Challenge Yves du Manoir mais les organisateurs choisissent Cognac et Romans pour remplacer Vienne et le Paris UC, descendus en deuxième division.
Bagnières dispute ensuite 4 huitièmes de finale en 6 saisons en 1972, 1973, 1975 et 1977.
En 1972, Bagnères quatrième seulement de sa poule derrière Montferrand, Beaumont et Bègles se qualifie de justesse mais réussit ensuite l'exploit se sortir Montferrand en seizième de finale 11-4 grâce à deux essais de Doux et Dequilt. Montferrand était pourtant sorti deux fois vainqueur des Bigourdans en matchs de poules.
Bagnères est ensuite éliminé en huitième de finale par Beaumont du demi de mêlée international Max Barrau 15-6.
En 1973, Bagnères termine deuxième de son groupe derrière Béziers avant d'éliminer Saint-Girons 20-10 en seizième de finale.
L'aventure s'arrête au tour suivant devant Perpignan 19-9 après un match houleux qui verra Jean-Michel Aguirre se faire sévèrement piétiné et la FFR suspendre 3 joueurs de Perpignan.
Bagnères fait partie de l'élite réduite à 32 clubs en 1974.
Le club est notamment renforcé par l'ancien spinter Daniel Marty.
Deuxième de sa poule derrière Brive, le club est néanmoins éliminé dès les seizièmes de finale par Vichy 18-10.
L'année suivante, Bagnères termine troisième de son groupe mais réussit à éliminer Bègles 9-3, pourtant mieux classé à l'issue des matchs de poules.
L'aventure s'arrête au tour suivant après une large défaite 35-13 devant Brive.  
En 1976, si Bagnères est éliminé à la surprise générale par Saint-Jean-de-Luz, qu'il a pourtant dominé deux fois en matchs de poules, l'équipe réserve de Bagnères devient pour la première fois de son histoire championne de France.
Invaincu à domicile en championnat en 1977, Bagnères termine quatrième de son groupe puis est largement sorti en huitième de finale par Montferrand 33-15.
L'ailier international Jean-François Gourdon arrive cette année au club mais ne peut exercer ses talents qu'en équipe réserve, le tarif pour les internationaux qui changeaient de clubs à l'époque.

### Bagnères au sommet du rugby français (1978-1981)

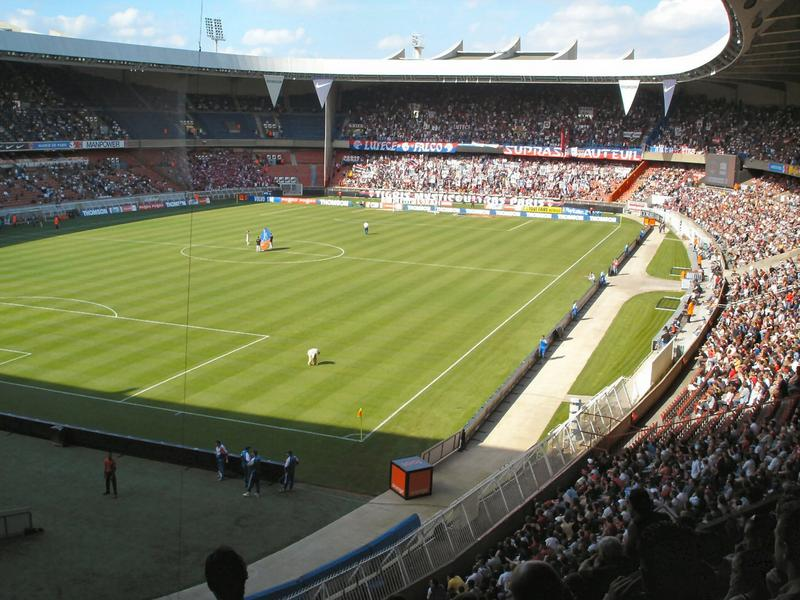
Parc des Princes à Paris où le Stade bagnérais dispute deux finales en 1979 et 1981.

L’équipe arrive à maturité et disputera en 4 ans deux finales et deux quarts de finale.

#### Vice-champion de France 1979
Après une saison 1978 prometteuse où le club se hisse en quart de finale du Championnat, Bagnères malgré l'arrêt de Jean Gachassin mais avec Jean-François Gourdon enfin qualifié après un an et demi en licence rouge (le tarif pour les internationaux qui changeaient de club à l'époque) se qualifie pour la finale du Championnat après avoir battu Nice en quart de finale puis Agen, un des favoris du championnat en demi-finale.
Bagnères est ensuite battu en finale par Narbonne 10-0 dans un match gâché par la mauvaise tenue des supporters narbonnais, noyant sous les fumigènes les intentions pyrénéenne.
Équipe finaliste en 1979 :

Titulaires : Michel Laguerre-Basse, Antranik Torossian, Michel Urtizverea, Yves Duhard, Claude Pourtal, Claude Frutos, Serge Landais, André Cazenave, Adrien Mournet, Gérard Ara, Roland Anton, Pierre Rispal, Roland Bertranne, Jean-François Gourdon, Jean-Michel Aguirre

Remplaçants : René Vergez, Gérard Chevallier, Michel Aragnouet, Pierre Domec, Francis Meirhaeghe
En 1980, Bagnères termine en tête de sa poule mais l’aventure s’arrête en quart de finale, le troisième consécutif pour le club.

#### Vice-champion de France 1981
En 1981, Bagnères se qualifie pour une deuxième finale en trois ans.
7e seulement de sa poule de qualification, il élimine pourtant Angoulême en seizième, Agen en huitième, Dax en quart puis enfin Montferrand en demi-finale.
Il est battu par Béziers 22-13 sur un essai en contre de Michel Fabre à 4 minutes de la fin.
Équipe finaliste en 1981 :

Titulaires : Michel Laguerre-Basse, Antranik Torossian, Michel Urtizverea, André Cazenave, René Vergez, Claude Frutos, Albert Cigagna, Omar Derghali, Adrien Mournet, Philippe Fourneau, Michel Dancla, Pierre Rispal, Roland Bertranne, Jean-François Gourdon, Jean-Michel Aguirre

Remplaçants : Gérard Chevallier, Yves Duhard, Arnaud Duplan, Roger Bayen, Michel Mardegan, Jean-Louis Carrère
La même année, le club est champion de France Cadet grâce à une pénalité réussie par Francis Lagleyse en fin de partie. Bagnères bat le Paris UC en lever de rideau de la finale du championnat de France au Parc des Princes 7-4.

### Dernières saisons en élite (1982-1989)
Le départ progressif des cadres comme les anciens internationaux Roland Bertranne et Jean-Michel Aguirre après respectivement 10 et 14 saisons au club sera fatal pour le club qui ne joue plus les premiers rôles et descend dans le second groupe en 1986 alors que l'élite est réduite de 40 à 20 clubs.
D'autres jeunes prometteurs prendront alors la relève comme Aubin Hueber et Francis Lagleyze qui formeront ensuite les charnières des clubs de Lourdes puis de Toulon ou alors le demi de mêlée auscitain Frédéric Torossian.
Bien qu'un nombre limité de clubs des poules du deuxième groupe puissent accéder aux phases finales par rapport à ceux du premier groupe avec cette formule, Bagnères terminent à la troisième place ; ils jouent ainsi les huitièmes de finale du championnat, perdant contre l'AS Montferrand au terme d'une rencontre aller-retour.
L'année suivante, le Championnat est porté à 80 clubs groupés initialement en seize poules de cinq. Les deux premiers de chaque poule (soit 32 clubs) forment alors le groupe A et se disputent le Bouclier de Brennus. Les autres forment alors le groupe B et après une première phase de brassage, le club deuxième reste en championnat de France groupe A et termine ensuite cinquième de son groupe.
La même formule est adoptée l'année suivante en 1989 et le club, deuxième de sa poule de brassage derrière l'Aviron bayonnais reste en groupe A.
Pour sa dernière saison dans l'élite, Bagnères termine ensuite sixième de son groupe laissant toutefois derrière lui l'USA Perpignan et le RC Nîmes.
Mais les meilleurs éléments partiront encore vers des clubs à plus gros moyens et le club finira par descendre en groupe B après la phase de brassage en 1989-1990 puis en deuxième division l’année suivante malgré 6 victoires en 14 matchs.

### Parcours irrégulier (1992 à aujourd’hui)
La finale perdue face au Lyon OU (22-14) en 1992 permet toutefois au club de remonter en première division groupe B2 mais le club connaîtra une double relégation en Fédérale 2 en 2003 puis en Fédérale 3 en 2004, compétition qu’il remportera en 2005.
Aujourd’hui, le club a retrouvé la Fédérale 1.

## Résultats sportifs

### Palmarès
| Compétitions nationales | Compétitions de jeunes                                 |
| - Championnat de France de première division : - Vice-champion (2) : 1979 et 1981 - Challenge de l'Essor : - Vainqueur (1) : 1962 - Championnat de France de 2e division : - Vice-champion (1) : 1992 - Championnat de France de Fédérale 3 : - Champion (1) : 2005 - Vice-champion (1) : 2009 - Championnat de France de Nationale B : - Champion (1) : 1976 | - Championnat de France Cadets : - Champion (1) : 1981 |

### Bilan saison par saison
| Saison    | Niveau | Championnat | Classement | Phase finale                                                   | Titres                 |
| --------- | ------ | ----------- | ---------- | -------------------------------------------------------------- | ---------------------- |
| 2000-2001 | 4      | Nationale 1 | 6e/12      | 1/16es de finale                                               | -                      |
| 2001-2002 | 3      | Fédérale 1  | 8e/14      | -                                                              | -                      |
| 2002-2003 | 3      | Fédérale 1  | 11e/12     | Relégation en Fédérale 2                                       | -                      |
| 2003-2004 | 4      | Fédérale 2  | ?/12       | Relégation en Fédérale 3 puis maintien en Fédérale 2           | -                      |
| 2004-2005 | 5      | Fédérale 3  | 2e/12      | Vainqueur de la finale de Fédérale 3 - Promotion en Fédérale 2 | Champion de Fédérale 3 |
| 2005-2006 | 4      | Fédérale 2  | 8e/12      | -                                                              | -                      |
| 2006-2007 | 4      | Fédérale 2  | 9e/12      | -                                                              | -                      |
| 2007-2008 | 4      | Fédérale 2  | 11e/12     | Relégation en Fédérale 3                                       | -                      |
| 2008-2009 | 5      | Fédérale 3  | 3e/12      | Finaliste - Promotion en Fédérale 2                            | -                      |
| 2009-2010 | 4      | Fédérale 2  | 8e/12      | -                                                              | -                      |
| 2010-2011 | 4      | Fédérale 2  | 2e/12      | 1/16es de finale                                               | -                      |
| 2011-2012 | 4      | Fédérale 2  | 1er/10     | 1/4 de finale - Promotion en Fédéral 1                         | -                      |
| 2012-2013 | 3      | Fédérale 1  | 8e/11      | -                                                              | -                      |
| 2013-2014 | 3      | Fédérale 1  | 6e/10      | -                                                              | -                      |
| 2014-2015 | 3      | Fédérale 1  | 4e/10      | 1/8es de finale                                                | -                      |
| 2015-2016 | 3      | Fédérale 1  | 5e/10      | 1/8es de finale                                                | -                      |
| 2016-2017 | 3      | Fédérale 1  | 4e/10      | 1/4 de finale                                                  | -                      |
| 2017-2018 | 3      | Fédérale 1  | 8e/11      | -                                                              | -                      |
| 2018-2019 | 3      | Fédérale 1  | 10e/12     | -                                                              | -                      |
| 2019-2020 | 3      | Fédérale 1  | 9e/12      | Compétition suspendue puis annulée                             | -                      |
| 2020-2021 | 4      | Fédérale 1  | 8e/12      | Compétition suspendue puis annulée                             | -                      |
| 2021-2022 | 4      | Fédérale 1  | 9e/12      | -                                                              | -                      |

## Les finales du Stade bagnérais
Compétitions nationales
On accède à l'article qui traite d'une saison particulière en cliquant sur le score de la finale.
| Division                                   | Date de la finale | Vainqueur           | Score   | Finaliste       | Lieu de la finale                       | Spectateurs |
| ------------------------------------------ | ----------------- | ------------------- | ------- | --------------- | --------------------------------------- | ----------- |
| Championnat d'Armagnac-Bigorre             | 09 décembre 1928  | Stado Tarbes        | 3 - 0   | Stade bagnérais | -                                       | -           |
| Challenge de l'Essor                       | 13 mai 1962       | Stade bagnérais     | 14 - 0  | FC oloronais    | Stade Jules Soulé, Tarbes               | -           |
| Challenge de l'Essor                       | 15 mai 1966       | UA Gaillac          | -       | Stade bagnérais | -                                       | -           |
| Championnat de France de Nationale B       | 11 mai 1975       | CA Brive            | 6 - 3   | Stade bagnérais | Stade Sapiac, Montauban                 | -           |
| Championnat de France de Nationale B       | 20 juin 1976      | Stade bagnérais     | 21- 12  | US Dax          | Stade de Saint-Pée, Oloron-Sainte-Marie | -           |
| Championnat de France de première division | 27 mai 1979       | RC Narbonne         | 10 - 0  | Stade bagnérais | Parc des Princes, Paris                 | 41.981      |
| Championnat de France de première division | 23 mai 1981       | AS Béziers          | 22 - 13 | Stade bagnérais | Parc des Princes, Paris                 | 44.106      |
| Championnat de France de deuxième division | 14 juin 1992      | Lyon OU             | 22- 14  | Stade bagnérais | -                                       | -           |
| Championnat de France de fédérale 3        | 19 juin 2005      | Stade bagnérais     | 17 - 13 | RC Dracénois    | Stade Louis Trigit, Pézenas             | -           |
| Championnat de France de fédérale 3        | 21 juin 2009      | Saint-Savin Sportif | 16 - 12 | Stade bagnérais | Stade Londieu, Figeac                   | 2.000       |

Compétitions de jeunes
| Division                            | Date de la finale | Vainqueur       | Score   | Finaliste             | Lieu de la finale       | Spectateurs |
| ----------------------------------- | ----------------- | --------------- | ------- | --------------------- | ----------------------- | ----------- |
| Championnat de France Cadets        | 23 mai 1981       | Stade bagnérais | 11 - 6  | Paris université club | Parc des Princes, Paris | 44.106      |
| Juniors Balandrade Armagnac-Bigorre | 28 avril 2018     | Stade bagnérais | 20 - 11 | RC Auch               | -                       | -           |

## Joueurs et personnalités du club

### Présidents
- Années 1970 : René Niolet

- Années 1980 : René Bergalet[8]

- 2005-2009 : Christian Lisbani
- 2009-2010 : Jean-Marcel Guigou et Henri Rami
- 2010-2015 : Jean-François Bengochea et Michel Carrasco
- 2015 - mars 2018 : Christian Abeilhé et Roland Bertranne
- Mars à novembre 2018 : Roland Bertranne et Daniel Carrère
- Novembre 2018 - Juillet 2019 : Roland Bertranne, Daniel Carrère et Patrice Padroni
- Depuis 2019 : Patrice Padroni

### Entraîneurs
- Michel Crauste
- Années 1970-1980:  Guy Bedin[9]
- Années 1980:  Claude Laguerre et  Jean-Jacques Dard[8]
- 1971-1981 :  François Labazuy
- ?-fév. 2010 :  Bertrand Fourcade et  Jean-Claude Eleusippe
- Fév. 2010-? :  Christophe Dulong et  Patrick Soubies[10]
- ?-2022 :  David Fourtané (avants),  Christophe Cazaux
- 2022- :  Sébastien Caujolle (trois-quarts),  Tom Seité (avants)

### Joueurs emblématiques
(entre parenthèses, le nombre de sélections en équipe de France)
- Roland Bertranne (69)
- Jean-Michel Aguirre (39)
- Jean Gachassin (32)
- Jean-François Gourdon (22)
- Gérard Bouguyon (9)
- Roland Crancée (2)
- Albert Cigagna (1)
- Adrien Mournet (1)
- Yves Duhard (1)
- François Labazuy (11)
- Frédéric Torossian (1)
- Aubin Hueber (23)
- Philippe Tapié
- Pierre Hernandez
- Pierre Rispal
- Norbert Psion
- Michel Dancla
- Omar Derghali
- Flo Tana
- Eric Kossou
- Francis Lagleyse

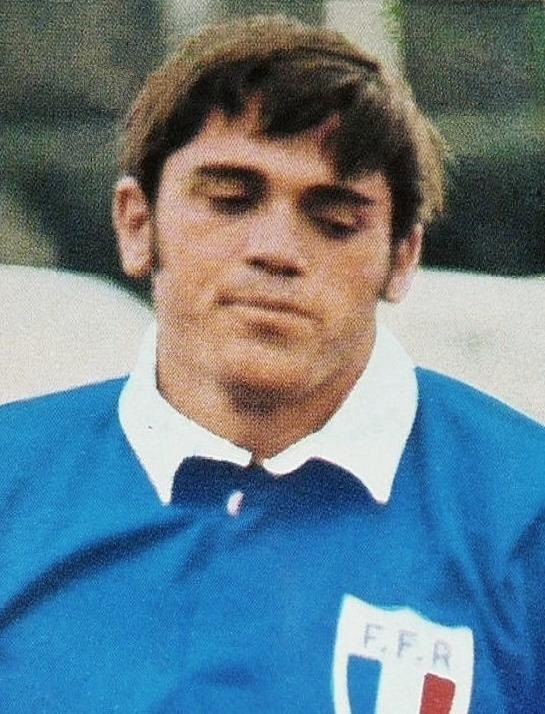
Roland Bertranne
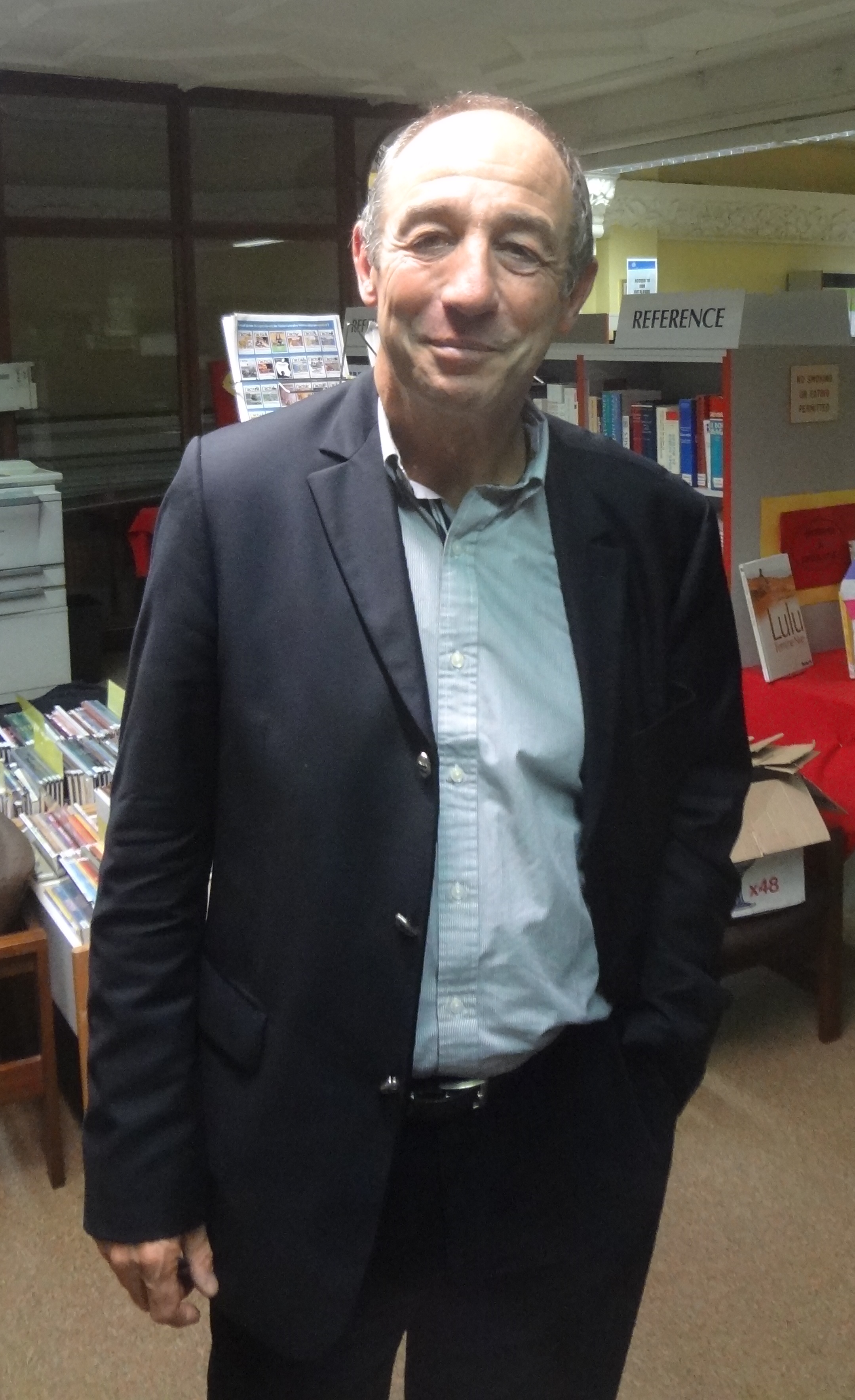
Jean-Michel Aguirre
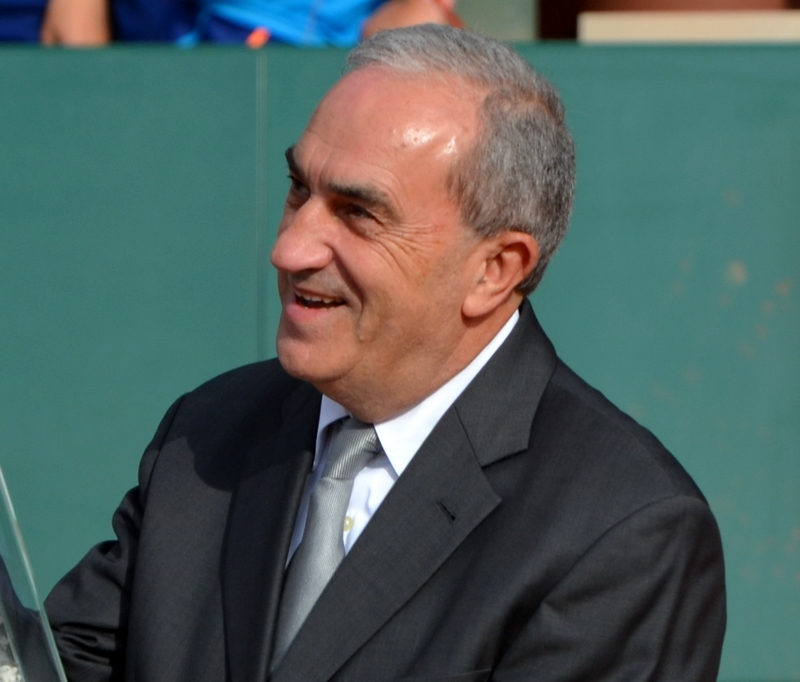
Jean Gachassin
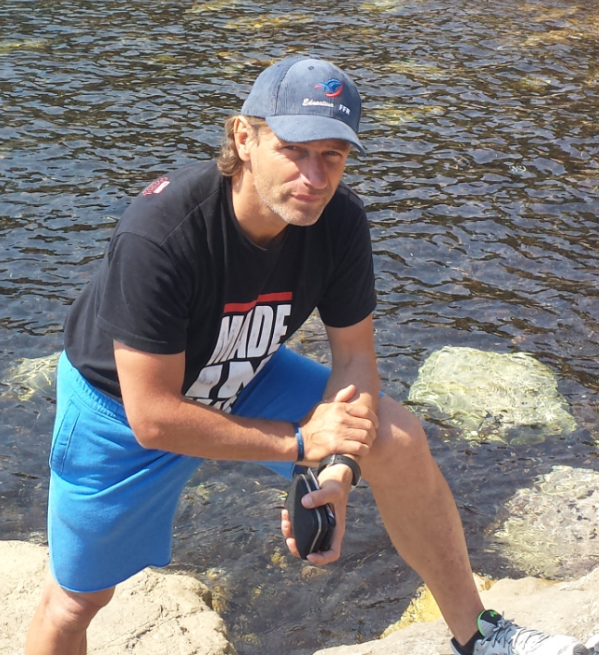
Aubin Hueber

## Infrastructures
Le Stade bagnérais joue à domicile au Stade Marcel Cazenave place Charles Lacoste. Doté d'une tribune principale couverte et de tribunes de plein air, de capacité 5 000 personnes.
Il porte d'un ancien président du club qui exerçait également la profession de médecin.

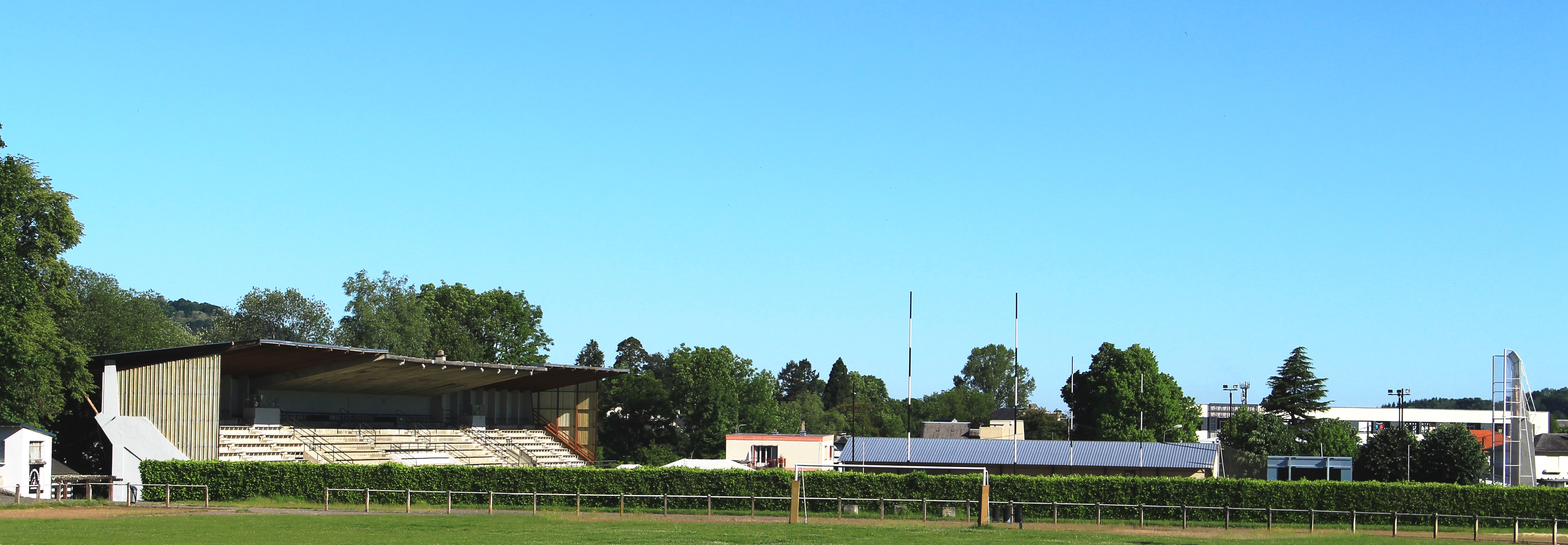
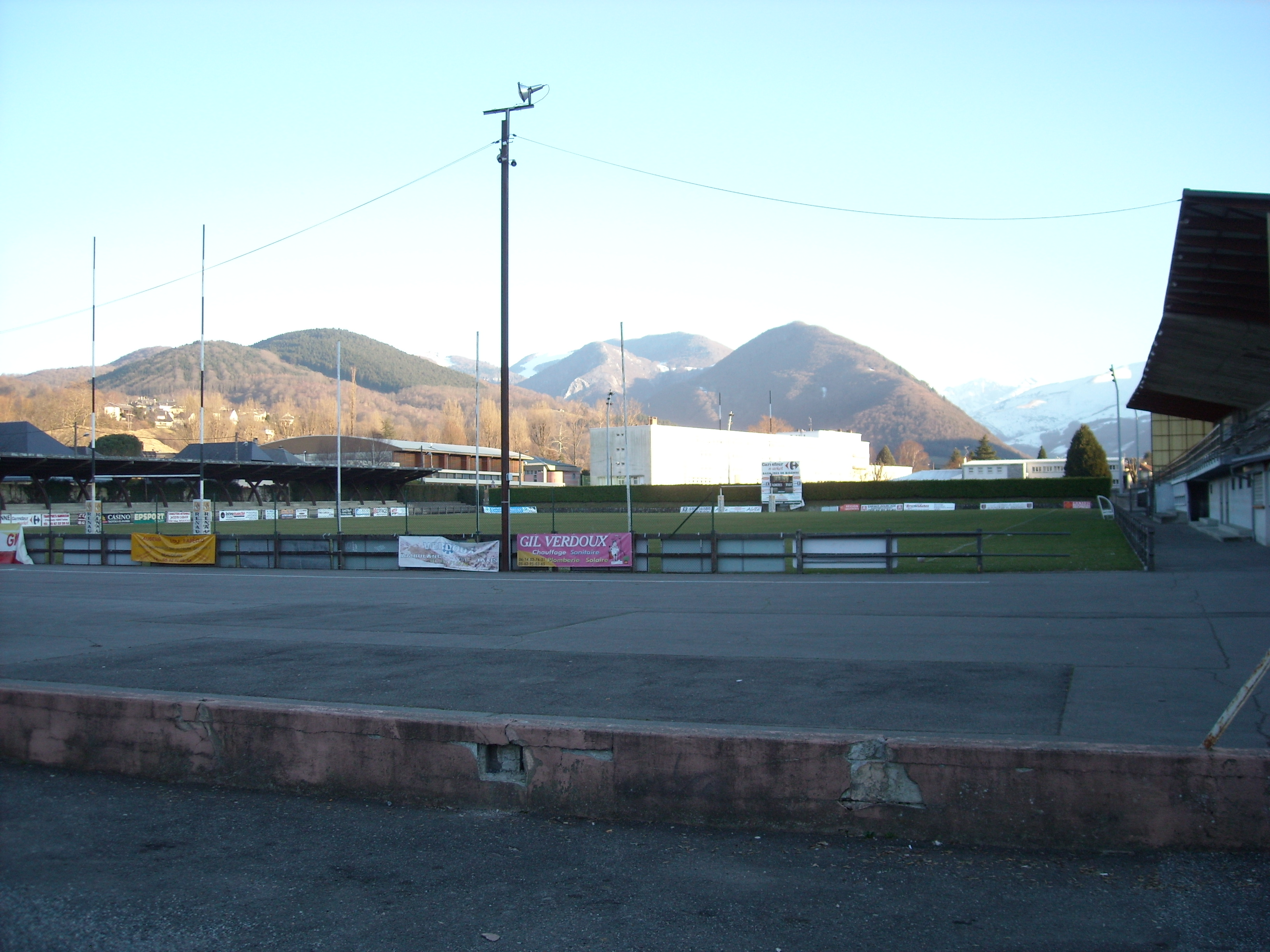

## Budget
- 2010-2011: 393 000 €[11]